# Agarista angustissima
Agarista angustissima là một loài thực vật có hoa trong họ Thạch nam. Loài này được Taub. mô tả khoa học đầu tiên năm 1893.